# 第四套橫式新臺幣
| 舊臺幣及各套新臺幣概况 |
| ---------------------- |
| 舊臺幣                 |
| 第一套直式新臺幣       |
| 第二套直式新臺幣       |
| 第三套直式新臺幣       |
| 第四套直式新臺幣       |
| 金門馬祖大陳專用紙幣   |
| 第一套橫式新臺幣       |
| 第二套橫式新臺幣       |
| 第三套橫式新臺幣       |
| 第四套橫式新臺幣       |
| 第五套橫式新臺幣       |
| 新臺幣硬幣             |

第四套橫式新臺幣為新臺幣的一個版本，於民國71（1982）年開始發行。

## 概覽
因前套新臺幣鈔券500圓及1,000圓，其鈔色易讓使用者產生混淆，故於此批改變500圓之鈔色，另配合鈔券（10圓）之停止印製及改變100圓之鈔券色調。（本套幣開始使用固定人像水印及安全線作為防偽功能）。由中央印製廠安康廠印製。鈔券（印有「臺灣銀行」字樣者）於民國91（2002）年7月1日全面停止使用。

### 臺灣用鈔券
| 图案 | 说明 |
|      | 壹佰圓（NT.$ 100） 紅色調，（正面：國父孫中山頭像 / 背面：中山樓圖像）， 版別：華三版 （页面存档备份，存于），年版：民國76年（1987年），鈔券尺寸（毫米）：163 X 69。 於民國77年（1988年）2月13日發行， 於民國91年（2002）年7月1日停用。 |
|      | 伍佰圓（NT.$ 500） 磚紅色調，（正面：先總統蔣中正頭像 / 背面：中山樓圖像）， 版別：華二版 （页面存档备份，存于），年版：民國70年（1981年），鈔券尺寸（毫米）：170 X 75。 於民國71年（1982年）6月15日發行，民國91（2002）年7月1日停用。 此鈔券為華二版，為增強高面額鈔券之防偽功能，正面改採三色凹版及平凸版複色印刷，內嵌金屬安全線， 並以先總統 蔣公像為定位人像水印。       |
|      | 壹仟圓（NT.$ 1,000） 深藍色調，（正面：先總統蔣中正頭像 / 背面：總統府圖像）， 版別：華二版 （页面存档备份，存于），年版：民國70年（1981年），鈔券尺寸（毫米）：170 X 75。 於民國71年（1982年）6月15日發行，民國91（2002）年7月1日停用。 此鈔券為提高大面額鈔券之防偽功能，華二版壹仟圓券正面改採三色凹版及平凸版複色印刷， 內嵌金屬安全線，正面先總統 蔣公像為定位人像水印。 |

### 限金門、馬祖通用鈔券
| 图案 | 说明 |
| 新臺幣伍佰圓券（NT.$ 500） （民國70年版） 民國75年發行 加印「限金門地區通用」字樣。 （页面存档备份，存于）   | 伍佰圓（NT.$ 500） 磚紅色調，（正面：先總統蔣中正頭像，加印「金門」及「限金門地區通用」字樣 / 背面：中山樓圖像，加印「金門」字樣）， 版別：華二版 （页面存档备份，存于），年版：民國70年（1981年），鈔券尺寸（毫米）：170 X 75。 於民國75年（1982年）6月16日發行，民國91（2002）年7月1日停用。 此鈔券為華二版，為增強高面額鈔券之防偽功能，正面改採三色凹版及平凸版複色印刷，內嵌金屬安全線， 並以先總統 蔣公像為定位人像水印。 民國41年5月1日公告發行之「金門」地名新臺幣券，限在金門地區流通，不得攜出金門以外地區使用。       |
| 新臺幣伍佰圓券（NT.$ 500） （民國70年版） 民國75年發行 加印「限馬祖地區通用」字樣。 （页面存档备份，存于）   | 伍佰圓（NT.$ 500） 磚紅色調，（正面：先總統蔣中正頭像，加印「馬祖」及「限馬祖地區通用」字樣 / 背面：中山樓圖像，加印「馬祖」字樣）， 版別：華二版 （页面存档备份，存于），年版：民國70年（1981年），鈔券尺寸（毫米）：170 X 75。 於民國75年（1982年）6月16日發行，民國91（2002）年7月1日停用。 此鈔券為華二版，為增強高面額鈔券之防偽功能，正面改採三色凹版及平凸版複色印刷，內嵌金屬安全線， 並以先總統 蔣公像為定位人像水印。 民國48年11月1日公告發行之「馬祖」地名新臺幣券，限在馬祖地區流通，不得攜出該地區以外使用。        |
| 新臺幣壹仟圓券（NT.$ 1,000） （民國70年版） 民國75年發行 加印「限金門地區通用」字樣。 （页面存档备份，存于） | 壹仟圓（NT.$ 1,000） 深藍色調，（正面：先總統蔣中正頭像，加印「金門」及「限金門地區通用」字樣 / 背面：總統府圖像，加印「金門」字樣）， 版別：華二版 （页面存档备份，存于），年版：民國70年（1981年），鈔券尺寸（毫米）：170 X 75。 於民國75年（1982年）6月15日發行，民國91（2002）年7月1日停用。 此鈔券為提高大面額鈔券之防偽功能，華二版壹仟圓券正面改採三色凹版及平凸版複色印刷， 內嵌金屬安全線，正面先總統 蔣公像為定位人像水印。 民國41年5月1日公告發行之「金門」地名新臺幣券，限在金門地區流通，不得攜出金門以外地區使用。 |
| 新臺幣壹仟圓券（NT.$ 1,000） （民國70年版） 民國75年發行 加印「限馬祖地區通用」字樣。 （页面存档备份，存于） | 壹仟圓（NT.$ 1,000） 深藍色調，（正面：先總統蔣中正頭像，加印「馬祖」及「限馬祖地區通用」字樣 / 背面：總統府圖像，加印「馬祖」字樣）， 版別：華二版 （页面存档备份，存于），年版：民國70年（1981年），鈔券尺寸（毫米）：170 X 75。 於民國75年（1982年）6月15日發行，民國91（2002）年7月1日停用。 此鈔券為提高大面額鈔券之防偽功能，華二版壹仟圓券正面改採三色凹版及平凸版複色印刷， 內嵌金屬安全線，正面先總統 蔣公像為定位人像水印。 民國48年11月1日公告發行之「馬祖」地名新臺幣券，限在馬祖地區流通，不得攜出該地區以外使用。  |

### 硬幣
| 图案 | 说明 |
|      | 伍拾圓（NT.$ 50） 黃銅（內含鎳5.5%），正面梅花圖，背面梅花圖及伍拾圓面值， 於民國81（1992）年10月9日發行，民國91（2002）年7月1日開始停止流通。                                    |
|      | 伍拾圓（NT.$ 50） 外銅(內含鎳25%)內銅（內含鎳2%及鋁6%） 正面總統府，背面蘭花圖及伍拾圓面值，新增盲人識別點。 于民國85（1996）年2月1日发行，民國93年（2004）年7月1日開始停止流通。 |

## 資料來源
- 新臺幣券、幣典藏寶庫（清朝至新臺幣時期）分類查詢 （页面存档备份，存于）中央銀行 民國109年（2020年）年7月8日補登
- 新臺幣券、幣典藏寶庫（清朝至新臺幣時期）典藏搜索 （页面存档备份，存于）中央銀行 券幣數位博物館 民國110年（2021年）1月7日補登

1. ↑  舊版新臺幣兌換 （页面存档备份，存于）中央銀行
2. ↑  新聞發布第065號（五十元雙色幣即將停止流通使用） （页面存档备份，存于）中央銀行 2004-04-28